# Цапенко Михайло Павлович
Миха́йло Па́влович Цапе́нко (6 листопада 1907, Біляки — 10 січня 1977 Москва) — український радянський мистецтвознавець, архітектурознавець. Доктор мистецтвознавства (1963).

## Біографія
Народився в с. Біляки колишнього Хорольського повіту Полтавської губернії в заможній селянській родині. Батько загинув на фронті в Першу світову війну, невдовзі померла мати. Його з малолітніми братами та сестрами виховували родичі. 1924 року вступив до комсомолу (де перебував до 1933), був членом комітету бідноти. У зв'язку з утратою батьків 1925 року переїхав до родича — залізничного робітника в м. Нальчик, у родині якого мешкав деякий час, почав працювати в низці установ Нальчика на технічних посадах. Після закінчення робітфаку 1930 року вступив до Московського архітектурного інституту, який закінчив 1935 року зі званням архітектора. З 1935 працював архітектом на Кавказі і в Москві, з 1938 по 1942 — науковий співробітник Академії архітектури СССР (Москва).
У перші місяці Німецько-радянської війни йому було доручено евакуювати вглиб СРСР низку московських музеїв. Після виконання цього завдання на початку 1942 повернувся до Москви і незабаром був призваний до армії як офіцер запасу. У діючій армії перебував на Сталінградському, Донському, Степовому, 2-му та З-му Українських фронтах у складі 6-ї Гвардійської танкової армії на посадах командира взводу, роти та начальника штабу батальйону. Нагороджений орденами та медалями.
За клопотанням Комітету у справах архітектури при Раді Міністрів СРСР у лютому 1945 був демобілізований і працював у системі цього Комітету до кінця 1946. Наприкінці 1946 вступив до аспірантури Академії суспільних наук при ЦК КПРС, яку закінчив 1950 і захистив кандидатську дисертацію на тему «Боротьба з формалізмом у радянській архітектурі» (1950). 
Після закінчення аспірантури близько року працював в Академії архітектури СРСР на посаді керівника сектору, а протягом 1951–1959 у Києві очолював Інститут теорії і історії архітектури і редагував журнал «Строительство и архитектура» (1953—1958).
Тема докторської дисертації: "Українська архітектура періоду національного підйому в XVII–XVIII століттях" (захист 1962 року в Москві). 
Науковою роботою в галузі теорії та історії архітектури займався приблизно з 1937, опублікував у пресі понад 40 статей з цих питань. Низка робіт перевидана за кордоном іноземними мовами. Праці Цапенка переважно російською мовою: про реалістичні основи радянської архітектури, архітектуру Болгарії, новочасну радянську архітектуру; крім того, «З історії шукань національного стилю в архітектурі України» (Збірник "Питання історії архіт. та будів. техн. України", Київ, 1959); «Архитектура Левобережной Украины XVII—XVIII веков» (1967); «Особливості будів. техніки XVII—XVIII вв. на Україні» й «Українська цивільна архітектура XVII—XVIII ст.»; ст. в журналах і збірниках вивчав історію і культуру Полтавщини й Чернігівщини («По равнинам Десны и Сейма», 1967); співр. «Історії українського мистецтва» в шести томах.

## Книжки
- Цапенко М. П. О реалистических основах советской архитектуры (сер.: Проблемы советской архитектуры). Москва: ГИЛСА, 1952. 396 с.: илл.
- Цапенко М. П. Архитектура Болгарии: Очерк (сер.: архитектура стран народной демократии). Москва: ГИЛСА, 1953. 280 с.: илл.
- Архитектурное творчество: Сборник / По общ. ред. М. П. Цапенко (сер.: Вопросы теории архитектуры). Киев: Изд-во Акад. архит. УССР, 1953. 168 с.: илл.
- Мастера советской архитектуры об архитектуре / Под общ. ред. М. П. Цапенко (сер.: Вопросы теории архитектуры). Киев: Изд-во Акад. архит. УССР, 1953. 176 с.: илл.
- Цапенко М. П. Некоторые вопросы советской архитектуры. Киев: Изд-во Акад. архит. УССР, 1955. 44 с.: илл.
- Цапенко М. П. Будапешт (сер.: архитектура стран народной демократии). Москва: Госстройиздат, 1958. 48 с.: 22 с. илл.
- Асеев Ю. С., Лебедев Г. А. Архитектура Крыма / Под ред. М. П. Цапенко и П. Н. Шульца. Киев: ГИЛСА УССР, 1961. 239 с.: илл.
- Цапенко М. П. По равнинам Десны и Сейма (сер.: Дороги к прекрасному). Москва: Искусство, 1967. 132 с.: илл.
- Цапенко М. П. Архитектура Левобережной Украины XVII-XVIII веков. Москва: Стройиздат, 1967. 236 с.: илл.
- Цапенко М. П. По равнинам Десны и Сейма (сер.: Дороги к прекрасному). 2-е изд. Москва: Искусство, 1970. 143 с.: илл.
- Греков П., Обретенов А., Ташев П., Цапенко М. Архитектура социалистической Болгарии. Москва: Стройиздат, 1970. 390 с.: илл.
- Цапенко М. П. София, Тырново, Пловдив (сер.: Города и музеи мира). Москва: Искусство, 1972. 208 с.: илл.
- Цапенко М. П. Земля Брянская (сер.: Дороги к прекрасному). Москва: Искусство, 1972. 136 с.: илл.
- Цапенко М. П. По западным землям Курским и Белгородским (сер.: Дороги к прекрасному). Москва: Искусство, 1976. 144 с.: илл.